# 春香クリスティーン
春香 クリスティーン（はるか くりすてぃーん、1992年1月26日 - ）は、日本のタレント。ホリプロ所属。スイス・チューリッヒ出身。本名は佐藤 クリスティーン 春香（さとう くりすてぃーん はるか）。父が日本人、母がスイス人（ドイツ系）。

## 略歴
衛星放送で日本のテレビを見て育ち、日本で女優になりたいと思っていた。
2008年、高校2年生の秋に単身来日。
2010年3月、ホリプロガールズ演劇ユニット『Girl〈s〉ACTRY』で芸能界デビュー。なお、Girl〈s〉ACTRYでの活動は2015年9月にグループの発展的解消があり活動を終了している。
2010年4月、上智大学文学部新聞学科入学。2016年に中退。
2018年3月末でタレント活動を休業し、海外の大学への進学を目指して勉学に専念することを2017年11月19日に発表。2018年3月30日の『情報ライブ ミヤネ屋』（日本テレビ系）生出演が休業前最後の仕事となった。
2018年12月7日、交際していた通信社記者と結婚。
2022年11月6日、『アッコにおまかせ!』（TBSテレビ）に生出演し、4年半ぶりに芸能活動を再開。一児の母になったことも発表された。
2025年6月19日、夫の海外赴任に伴い、同年夏に家族でアメリカへ移住することを報告した。

## 人物
- ドイツ語、日本語、フランス語、英語を操る[10][11]。
- 趣味は、中野近辺などでの若手お笑い鑑賞[12]、永田町散策、国会議事堂グッズ集め[13]、国会議員の追っかけ[14][15]、政治家カルタ[15][16]。政治に関心を持ち、休みには多いときで週に3、4回ほど国会を見学しにいく[17][18]。また、時々新宿末広亭で落語鑑賞している[19]。アコースティックギターを続けている[20]。
- 特技は、合気道[21]。また、お笑い芸人のギャグなどを4か国語でものまねする持ちネタがある[22][10]。
- 長澤まさみのファンで、『世界の中心で、愛をさけぶ』、『涙そうそう』、『タッチ』、『セーラー服と機関銃』、『プロポーズ大作戦』『ラスト・フレンズ』などの作品が好きだという[23]。その長澤に似ているとも噂になったこともあると言う[24]。
- 部屋を全く掃除していないため、室内は足の踏み場もないほどゴミで溢れていた[25]が、後々業者の協力のもと大整理を行った。現在ではそんな自分を反省し、頻りに掃除や整理をしているという[26]。
- 元々、視力が悪かったが、2013年3月22日の『中居正広の金曜日のスマイルたちへ』（TBS）の企画で視力回復コンタクトレンズを付けて臨み、視力回復に成功した[27]。
- 2014年10月、『アサヒ芸能』誌上のテリー伊藤との対談にて、日本国籍であることを明かした[28]。
- 2015年3月にテレビ番組『好きになった人12～ひな祭りにカップル誕生SP』の企画で構成作家の山際良樹との交際を開始したが、2015年8月に『ネプ&イモトの世界番付』で破局を公表した[29]。
- 増田英彦（ますだおかだ）には「ティーン」と呼ばれている。
- 夫との交際前は村本大輔（ウーマンラッシュアワー）に「政治を勉強する朝食会」で口説かれたり、伊勢丹で購入した5400円のモルトンブラウンの高級ハンドクリームをプレゼントされたりした[30]。しかし春香は村本の告白を拒否し、高級ハンドクリームはドナルド・トランプをモデルにした「ドナルド・オカンプ」に扮した岡村隆史に預けた。その高級ハンドクリームは2017年1月28日放送の『めちゃ×2イケてるッ!』のコーナーの「クイズ自分ショック」で見せられ、番組のレギュラー陣や観覧席の女性たちに品定めされた[31]。
- テレビ東京『バス旅』シリーズの大ファン。2023年4月に『水バラ』枠の「鬼ごっこ」に出演した際は「念願が叶った」「（過去作を）Paraviで見て復習してきた」と語ったほか、自腹で購入したという地図を持ち込むほどの意気込みを見せた（ただしその地図は「ルール違反」としてスタッフに没収された）[32]。

## ものまねレパートリー
（五十音順）
- アグネス・チャン
- 浅香唯
- アンジェラ・アキ
- 石野真子
- 樹木希林
- 小島よしお - 「そんなの関係ねぇ!」の部分を「問題はありません (IL n'y a pas de problème)」と仏訳した形で真似をする。もしくは｢Das macht überhaupt nichts aus｣と独訳した形で真似をする｡「おっぱっぴー」はそのまま（小島に限らず、擬音部分はそのまま真似をする場合が多い。なので小杉竜一（ブラックマヨネーズ）の「ヒーハー」を独訳しても「そのままになっちゃう」との事である）。
- 加藤歩（ザブングル） - 「見ろやこの筋肉!! (Schau mal dieses muskel!!) カッチカチやぞ!!カッチカチやぞ!! (Katchikachi sind sie!! Katchikachi sind sie!!) ゾックゾクするやろ!! (Zokkuzoku gell!!)」「悔しいです!! (Geärgert!!/Traurig!!)」の部分を独訳する。2018年3月30日の情報ライブ ミヤネ屋でギャグの共演を果たした｡[33]
- 志村けん - 変なおじさん。ただし「私は変な人です。(Komischer Kerl, bin ich komischer Kerl)」を独訳した形で真似をする。やはり「だっふんだ」の部分はそのままである。
- 世界のナベアツ - 数字のカウントアップから「オモロー (Amüsant)」までを独訳。ナベアツ本人も公認済みである。
- 楽しんご - 「ラブ注入!」ただし「あなたに愛 (Liebe an dich)」を独訳した形で真似をする。当然の事ながら「ドドスコスコスコ…」の部分はそのままである。こちらも本人公認済みである。
- ツネ（2700）- 「右肘左肘交互に見て (Rechte Hand, linke Hand, schau nacheinander)」を独訳。
- 永野 - 「ゴッホより〜普通に〜ラッセンが好き〜♪」の歌を独訳。
- 日本エレキテル連合 - 「朱美ちゃ〜ん いいじゃないの〜」「ダメよ〜ダメダメ!」を独訳。
- 松たか子
- 持田香織 (Every Little Thing)
- 山口百恵 - プレイバックPart2の「馬鹿にしないでよ」の部分を独訳して歌い、他の部分は日本語で歌う。
- Lina (MAX) 他

## 出演

### テレビ番組
- 熱血!平成教育学院（フジテレビ） - 準レギュラー
- 爆笑そっくりものまね紅白歌合戦スペシャル（フジテレビ）
- テレビでドイツ語（2011年4月 - 9月、2012年10月 - 、NHK教育） - 「くまっ子」の声（第1課 - 第6課のみ）、「Wegbereite（日独のかけ橋）」ナレーター（第2・6・10・14・18・22課）、「クリスティーン先生」役（第19課）
- ピラメキーノ（テレビ東京） - バカウケコドモ-1GPで第10代チャンピオンに輝いた後、激辛調査隊を経てミステリー回転寿司調査隊の副隊長を務める。
- なんでもワールドランキング ネプ&イモトの世界番付（日本テレビ） - G20 スイス
- 情報ライブ ミヤネ屋（2011年 - 2018年3月30日、読売テレビ） - 準レギュラー[34]
- おはスタ（2012年10月9日・10日・18日・26日・29日・11月8日・13日・29日・2013年1月10日・16日・2015年4月10日 - 2016年4月1日、テレビ東京） - もぐ研究家(2015年4月のMC就任前) 2015年4月からは火曜、金曜MC 火曜は小島瑠璃子と隔週交代で出演
- まめサタ（テレビ静岡） - 東京ディズニーリゾートのリポートを中心に、東京周辺でのVTRロケに不定期出演（準レギュラー）
- くさデカ（テレビ静岡）- レギュラー
- GirlsParty（テレビ静岡）-MC
- ひるブラ（NHK総合） - 不定期に中継ゲストとして
- はなまるマーケット（2013年4月 - 2014年3月、TBS） - 月曜レギュラー
- 激論!コロシアム 〜これでいいのか?ニッポン〜（2013年8月31日 - 2016年3月19日・2022年11月19日・2023年2月25日、テレビ愛知） - レギュラーMC
- Nスタ（2013年10月 - 2017年3月、TBS） - 不定期にコメンテーターとして（第0・1部のみ出演）
- ホムカミ〜ニッポン大好き外国人 世界の村に里帰り〜（2013年10月 - 番組終了、毎日放送） - 不定期にスタジオパネラーとして
- オーダーメード!住宅図鑑（2014年11月 - 2015年8月22日、テレビ愛知）
- ドデスカ!（2015年1月 - 、メ～テレ） - 月曜日ゲストコメンテーター
- すイエんサー（2015年3月31日 - 2018年3月27日、NHK Eテレ） - MC
- スッキリ!!（2016年4月 - 12月、日本テレビ） - 木曜コメンテーター
- 日曜なもんで!（2016年4月3日 - 番組終了、テレビ愛知） - MC
- PON!（2017年1月 - 2018年3月、日本テレビ） - 「PON!PON!ポシュレ」MC
- 上田晋也のサタデージャーナル（2017年4月 - 2018年3月、TBS）
- キャッチ!（2023年2月 - 、中京テレビ） - コメンテーター
- かんさい情報ネットten.（2023年2月 - 、読売テレビ） - コメンテーター
- ピタニュー（2023年12月 - 、不定期放送、広島ホームテレビ）コーナーMC「センセイ！そこんとこどーなん？」
- 春香クリスティーンが歩く！熊野古道伊勢路170km完全踏破　前編　後編（2024年7月 再放送9月、NHK 三重　再放送BS）

### ラジオ番組
- 吉田照美 飛べ!サルバドール（2013年4月 - 2016年3月、文化放送） - 月曜コメンテーター（サルバトラー）
- Jam the WORLD（2015年10月 - 2016年3月、J-WAVE） - 金曜ナビゲーター（週替わり）

### 雑誌
- 電脳サブカルマガジンOG Vol.44 「姫・変革号」スペシャルインタビュー[35]

### テレビドラマ
- 名駅1丁目1番1号 〜人と、幸せを、つなぐ場所。〜（2017年5月13日、中京テレビ） - レイチェル・D・岡崎 役

### 舞台・イベント
- 第1回公演「SCHOOL DAYS」（2010年3月30日、笹塚ファクトリー）
- 第2回公演「SUMMER DAYS」（2010年7月17日、新宿シアターモリエール）
- ホリプロ50周年イベント「サマーパーティー」（2010年8月24日、赤坂BLITZ）

### CM
- リトルワールド（2013年）
- 個別指導学院フリーステップ（2015年 - ）
- プロアクティブ・ソリューション（2016年）
- BOAT RACE振興会「ダイナマイトボートレース」（2016年）

## 著書
- 『永田町大好き! 春香クリスティーンのおもしろい政治ジャパン』マガジンハウス、2013年7月4日。ISBN 9784838725632。